# Lijst van voetbalinterlands China - Guam
Deze lijst van voetbalinterlands is een overzicht van alle officiële voetbalwedstrijden tussen de nationale teams van China en Guam. De landen speelden tot op heden drie keer tegen elkaar. De eerste ontmoeting, een kwalificatiewedstrijd  voor de Azië Cup 2000, werd gespeeld in Ho Chi Minhstad (Vietnam) op 26 januari 2000. Het laatste duel, een kwalificatiewedstrijd voor het Wereldkampioenschap voetbal 2022, vond plaats op 30 mei 2021 in Suzhou.

## Wedstrijden
| № | Plaats          | Datum           | Competitie                 | Wedstrijd    | Uitslag |
| - | --------------- | --------------- | -------------------------- | ------------ | ------- |
| 1 | Ho Chi Minhstad | 26 januari 2000 | Azië Cup 2000 kwalificatie | China – Guam | 19 – 0  |
| 2 | Guangzhou       | 10 oktober 2019 | WK 2022 kwalificatie       | China − Guam | 7 − 0   |
| 3 | Suzhou          | 30 mei 2021     | WK 2022 kwalificatie       | Guam − China | 0 − 7   |

## Samenvatting
| Competitie            | Totaal gespeeld | Winst China | Gelijk | Winst Guam | Doelsaldo China – Guam |
| --------------------- | --------------- | ----------- | ------ | ---------- | ---------------------- |
| WK-kwalificatie       | 2               | 2           | 0      | 0          | 14 − 0                 |
| Azië Cup-kwalificatie | 1               | 1           | 0      | 0          | 19 − 0                 |
| Totaal                | 3               | 3           | 0      | 0          | 33 − 0                 |

Wedstrijden bepaald door strafschoppen worden, in lijn met de FIFA, als een gelijkspel gerekend.